# Hypostomus uruguayensis
Hypostomus uruguayensis  es una especie de pez de la familia  de los loricáridos y del orden de los siluriformes.

## Morfología
El macho puede alcanzar 34,5 cm de longitud total.

## Distribución geográfica
Es originario de Sudamérica, se encuentra en la cuenca del río Uruguay, en Brasil, Argentina y Uruguay.